# Dumitrescuella ornata
Dumitrescuella ornata – gatunek kosarza z podrzędu Laniatores i rodziny Agoristenidae. Jedyny znany przedstawiciel monotypowego rodzaju Dumitrescuella.

## Występowanie
Gatunek jest endemiczny dla Kuby.